# Rhaphidophora maingayi
Rhaphidophora maingayi — вид квіткових рослин із родини Araceae, роду Rhaphidophora. Це ліана, рідним ареалом якої є Таїланд, Малайзія, Суматра (Індонезія).